# Lasioglossum filipes
Lasioglossum filipes är en biart som beskrevs av Ebmer 1972. Lasioglossum filipes ingår i släktet smalbin, och familjen vägbin. Inga underarter finns listade i Catalogue of Life.